# Balktelep
Balktelep románul: Bălcești, falu Romániában, Erdélyben, Kolozs megyében.

## Fekvése
Gyalutól nyugatra fekvő település.

## Története
Balktelep, Balkuj nevét 1888-ban említette először oklevél Balkuj  (Balcsesti), telep néven.
Balktelep (Bălceşti) korában Jósikafalva (Beliş) része volt, 1910-ben 145 román lakossal. 1930-ban 258, 1966-ban 265, 1977-ben 287, 1992-ben 160, a 2002-es népszámláláskor pedig 150 román lakosa volt.